# 科特賴克戰鬥機空難
科特賴克戰鬥機空難發生於1989年7月4日，蘇聯空軍一架米格-23M戰鬥機在無人駕駛的狀態下墜毀於比利時科特賴克的一間民宅，導致一名18歲男子死亡。
飞行员从波兰科沃布热格空军基地起飞后，因飞机技术问题而在坠机前一小时左右在波兰科沃布热格附近弹射逃生，但飞机本身继续向西飞行了约900公里（600英里），然后耗尽燃料并坠毁到地面。

## 事故經過
當天墜毀的米格-23戰鬥機計劃進行一次飛行訓練，由尼古拉·斯庫里汀駕駛，從波蘭鄰近科沃布热格的蘇聯空軍基地起飛。飛機起飛時，飛機的加力燃燒室發生故障，發動機失去動力。飛行員在150米的高度認為發動機完全故障，從而跳傘。而飛機的發動機並未全部發生故障，飛機反而仍在空中以自動駕駛開啟的狀態向西飛行。為避免闖入北約領空，蘇軍下令出動戰機擊落這架無人駕駛的飛機，然而攔截失敗，離開波蘭領空，先後越過東德和西德的領空，在西德被美国驻欧空军的F-15鷹式戰鬥機攔截。在這架米格23戰鬥機進入荷蘭領空後，F-15飛行員報告米格-23上“肯定沒有飛行員”，並繼續對其進行攔截，進入比利時領空。由於擔心貿然擊落飛機會導致地面人員傷亡，因此向前往攔截的美軍F-15戰機指示，要在北海上空擊落蘇軍戰機，然而進入比利時的米格-23燃料已經耗盡，向南轉彎。法國空軍也派出幻影2000战斗机以防止這架蘇軍戰機進入法國領空，而蘇軍戰機在飛行560英里後墜入一間民房，導致一名比利時青年遇難。

## 政治反應
比利時政府就蘇聯方面忽視飛機墜入居民區的可能性，向其提出正式抗議。比國外交大臣马克·伊斯更斯稱蘇聯方面“在從這架米格-23出現在北約雷達上起至飛機墜毀一個多小時後的時間內一直沒有發出警告”，同時“在揭示飛機是否搭載核武器或劇毒武器的問題上反應遲鈍”。
事后，苏联向比利时赔偿了685,000美元。驾驶员尼古拉·斯库里汀向遇害者家属表示慰问。

## 外部連結
- 飞机航迹 （《解放报》，法語）
- CBS News report synopsis from the Vanderbilt Television News Archive （页面存档备份，存于）